# مبانی شیمی معدنی
مبانی شیمی معدنی کتابی از اف. آلبرت کاتن و جفری ویلکینسون است.

## ترجمهٔ فارسی
این کتاب با ترجمهٔ منصور عابدینی، یحیی فرهنگی، و مهران ارجمند در سال ۱۳۶۳ منتشر و در مراسم کتاب سال جمهوری اسلامی ایران به‌عنوان کتاب برگزیده معرفی شد.